# Malesherbia
Malesherbia là một chi thực vật hạt kín và từng được coi là chi duy nhất của họ Malesherbiaceae D.Don, bao gồm khoảng 24-27 loài cây thân thảo hay cây bụi. Nhóm cây này chịu khô hạn, đặc hữu của các sa mạc thuộc Peru và Chile cũng như các khu vực cận kề thuộc Argentina. Hệ thống APG III gộp họ này trong họ Passifloraceae như là phân họ Malesherbioideae.